# François-Joseph Fétis
François-Joseph Fétis   (Mons, 25 de març de 1784 - Brussel·les, 26 de març de 1871) fou un musicògraf i compositor belga.

## Biografia
Va fer els primers estudis amb el seu pare –un organista– i al Conservatori de París, després va fer viatges d'estudi per Alemanya i Itàlia i va contraure un ric enllaç amb una neta del cavaller de Keralio, fet que li va permetre dedicar-se per sencer als seus estudis. Però la seva esposa va perdre la fortuna a causa de la fallida del seu banquer i va haver de deixar París i va passar al departament de les Ardenes, fins que el 1813 fou nomenat professor en l'Escola de Música de Douai.
El 1818 retornà a París, i des del 1821 fou professor de composició. Va tenir entre molts altres alumnes a Pierre François Riga, George Alexander Osborne, Hippolyte André Jean Baptiste Chélard, Émile Bienaimé, Théodore Labarre, Jan van den Eeden, Louis van Waefelghem i Jean-Grégoire Pénavaire. I des de 1827 també fou bibliotecari del Conservatori. Va esenvolupar una fructífera activitat com a professor i investigador, i va donar conferències públiques sobre música, va organitzar concerts històrics i va fundar el 1826 la Revue musicale, que ben aviat va ésser el diari musical més influent.
També va escriure cròniques musicals per a el Temps i National, aconseguint una ferma reputació, la qual va fer que el 1833 fos posat al front del reorganitzat Conservatori de Brussel·les, passant per sobre de tots els seus competidors parisencs, i on tingué alumnes que més tard serien uns bons professionals, entre ells el belga Jules Denefve. Ensems va rebre el títol de reial mestre de capella.
Les obres que li donaren major popularitat són: Biographie universelle des musiciens et bibliographie générale de la musique (Brussel·les, 1837-44), treball de gran erudició, malgrat que conté nombrosos errors, i, Histoire générale de la musique (Brussel·les, 1868-44), que desgraciadament deixà sense acabar, ja que només arriba fins al segle xv.
Li donaren molt de renom les seves obres didàctiques, especialment el seu Traité complet de la théorie et de la practique de l'harmonie (Brussel·les, 1844), i Traité du contrepoint et de la fugue (París, 1825, així com els seus estudis pràctics d'harmonia (París, 1824, ben aviat esgotats. Com a compositor demostrà el seu talent i habilitat en tots els generes, sense poder assolir, però, només que èxits mitjans.
Pels finals dels anys 1850 fou professor del Conservatori de Brussel·les on tingué entre altres alumnes va tenir al neerlandès Charles Baetens, el polonès Stanisław Duniecki, el català Eduard Compta i Torres i l'andalús José Parada y Barreto (1834-1886), el belga Luigi Agnesi, l'italià Federico Consolo, etc.
El seu fill Adolphe (1820-1873) també fou músic, professor de piano i compositor.

## Obres

### Òperes còmiques
- L'amant et le mari
- Les soeurs jumelles
- La vieille
- Marie Stuart en Ecossa
- Le bourgeoisde Reims
- Le mannequin de Bergame
- Phidias

### Música religiosa
- un Miserere, a tres veus
- Lamentations de Jérémie, a 6 veus, amb orgue
- un Te Deum (cant pla)
- una Missa de Rèquiem, per a 4 veus i cor, amb acompanyament de diversos instruments
- Altres misses, motets, lletanies, música de cambra, sonates per a piano, vuit simfonies, etc..

### Obra escrita
- Méthode élémentaire et abregée d'harmonie et d'accompagnement (1824)
- Traité de la fugue et du contrepoint (1825)
- Traité de l'accompagnement de la partition (1829)
- Solfèges progressifs, avec accompagnement de piano, précédés de l'exposition raisonnée des principes de la musique (1827)
- Revue Musicale (15 volums, 1827-34)
- Quels ont été les mérites des Neerlandais dans la musique? (Amsterdam, 1829)
- La musique mise à la portée de totut le monde (1830), obra traduïda a moltes llengües
- Curiosités historiques de la musique (1830), col·lecció d'articles escollits, incerits en la Revue Musicale; Galerie des musiciens et Bi liographie générale de la musique (París i Brussel·les, 1834); obra de vuit volums de la que en feu una segona edició a París, amb un suplement (2 volums), sota la direcció d'Arthur Pougin
- Manuel des principes de la musique (1837)
- Traité du chant en choeur (1837)
- Manuel des jeunes compositeurs (1837)
- Méthode des méthodes de piano (1837)
- Méthode des méthodes du chant
- Esquisse de l'histoire de l'harmonie (1840)
- Méthode élémentaire du plaint-chant (1843)
- Traité complet de la théorie et de la practique musicale (1844) obra traduïda també a diverses llengües
- Notice biographique de Nicolo Paganini (1851)
- Traité élémentaire de musique (1851-52)
- Antoine Stradivari (1856)
- Les grecs et les romains ont-ils fait usage dans leur musique?.
- Histoire générale de la musique depuis les temps les plus anciens jusqu'a nos jours (París, 1869-76)

I molts d'altres treballs que es van inserir en els Bulletins de la Academie Royale de Belgique, a més, deixà, manuscrites:
- La science de l'organiste
- Philosophie générale de la musique
- Graduale de tempore ac de Sanctis juxta ritum sacrosantae romanae Ecclesiae
- Souvenirs d'un vieux musicien
- Causerie musicales i diverses traduccions.